# Cumberland (Maryland)
Cumberland è un comune degli Stati Uniti d'America, situato nella contea di Allegany, della quale è capitale, nello Stato del Maryland.